# Colección de Plantas Medicinales de Hamadán
La Colección de Plantas Medicinales de Hamadán es un jardín botánico de 3,7 hectáreas de extensión, de plantas medicinales del país, que se encuentra en la provincia de Hamadán, Irán.

## Localización
En la zona sur de la ciudad de Hamadán en la provincia de Hamadán, en Irán.
Este jardín botánico junto con los jardines botánicos y arboretos repartidos por todo el país:
- Jardín Botánico de Noshahr
- Jardín Botánico de Tabriz
- Jardín Botánico de Dezful
- Jardín Botánico de Mashhad
- Colección de Plantas del Desierto de Kashan
- Colección de Plantas del Desierto de Yazd

dependen administrativamente del Jardín Botánico Nacional de Irán en Teherán

## Historia
Este jardín es el primer jardín sistemático que se creó en Irán, se fundó en 1997 y recurrió a la colección y conservación de las plantas medicinales nativas y exóticas que se adaptan a las condiciones climáticas de la provincia de Hamadán. 

## Colecciones
Las plantas que alberga este jardín botánico son nativas de Irán y de otras partes del mundo. 
En este jardín contiene 173 especies de plantas que pertenecen a 64 familias incluyendo, plantas herbáceas (25%), arbustos  (41%), y  árboles (27%) y plantas de bulbo ( 7%).
En estas colecciones hay 2 familias, Lamiaceae (39%) y Asteraceae (23%) que acaparan el mayor número de géneros y de especies.

## Propósitos
El objetivo principal de establecer este jardín botánico en la provincia de Hamadán es la creación y aclimatación de diversas colecciones de plantas de zonas áridas, lo que le convierte en un lugar fundamental para la investigación básica sobre estudios de botánica, teniendo también gran uso en aspectos de entrenamiento.
Además conducen investigaciones tendentes a preservar de la erosión genética a diversas especies de plantas de zonas áridas, tanto nativas como extranjeras, preservando las especies en peligro y creando un banco de semillas para abastecimiento compatibles con las condiciones ambientales del país. 
Creación de un banco de germoplasma, con la identificación y selección de las especies que tienen valores económicos, comerciales, o medicinales. 
Intercambios de semillas y experiencias con los institutos iraníes y extranjeros, informando de nuevas especies y métodos de propagación y de preservación. 
Procurar un incremento de la ocupación y de la renta en tierras pobres, así como mejorar las épocas de recogida y el costo para que los recolectores de plantas medicinales vean su fácil disponibilidad y planten los especímenes.
Incrementar el conocimiento del público en general y la inclinación general al reconocimiento y corrijan el uso que de las plantas medicinales se hace.